# Rivière à la Lime
Rivière à la Lime är ett vattendrag i Kanada.   Det ligger i provinsen Québec, i den sydöstra delen av landet, 280 km öster om huvudstaden Ottawa.
I omgivningarna runt Rivière à la Lime växer i huvudsak blandskog. Runt Rivière à la Lime är det ganska glesbefolkat, med 26 invånare per kvadratkilometer.